# Тодор Янчев
Тодор Димитров Янчев е бивш български футболист, дефанзивен полузащитник, национал на България. 

## Спортна биография
Роден е на 19 май 1976 г. в Казанлък.
Започва кариерата си в юношеските формации на Розова долина, преминава в отбора на Нефтохимик през 1994 г., а през 2000 подписва с ЦСКА София. Става три пъти шампион на България през 2003, 2005 и 2008 г.
През лятото на 2007 г. отново се завръща в отбора със свободен трансфер от датския „Ранерс“, като подписва договор за 2 години. От сезон 2007/08 Янчев играе отново за ЦСКА София.
Янчев е носител на Купата на България през 2011 година.шампион и двукратен носител на Суперкупата на България за 2008 и 2011 г. с ЦСКА.
За националния отбор има 18 мача без отбелязан гол.
Янчев има 42 мача за ЦСКА в евротурнирите, което е и рекорд за клуба. За купата на България Янчев има 32 мача и 7 гола. До 16 декември 2010, той има 285 мача и 28 гола за ЦСКА във всички турнири. През сезон 2010/2011 той печели с ЦСКА (София) за пръв път в кариерата си купата на България.
На 21 януари 2013 подписва и преминава в отбора на Славия. На 20 август 2013 г. отново се връща в ЦСКА. 

## Треньорска кариера
През 2014 година Тодор Янчев прекратява, футболната си кариера и започва работа като помощник-треньор в ЦСКА София. На 26 юли 2021 е назначен за помощник треньор на ЦСКА в екипа на Стойчо Младенов.
През 2015 година застава начело на школата на ФК Царско село (София), който скоро приема лиценза
на тима от ЮЗ Трета лига на България ФК София 2010, което е и негов дебют като старши треньор. Остава в клуба на Царско село до 2016 година, когато става помощник-треньор в щаба на Стойчо Младенов, този път в казахстанския ФК Кайсар.
През 2021 година, екипа на Стойчо Младенов, с помощници Янчев и Анатоли Нанков са назначени на мястото на напусналия Любослав Пенев в ПФК ЦСКА (София). Напускат през април 2022 година.
През ноември 2022 година, Тодор Янчев е назначен за старши треньор на ПФК Спортист (Своге), но само няколко седмици по-късно става старши треньор на ПФК ЦСКА 1948 (София). Дебютира с победа в ЕФБЕТ Първа лига над ПФК Хебър (Пазарджик) с 2-0, на 11 февруари 2023 година.

## Допинг скандал
През есента на 2011 година Янчев и неговите съотборници Румен Трифонов и Костадин Стоянов са уличени в приемането на забранени субстнации, за което е наказан да не играе футбол в продължение на 3 месеца. Според ръководството на ЦСКА, медикаментите са взимани от футболистите като предписана от лекаря на отбора Мирчо Крайнов хранителна добавка , и е приемана без тяхното знание. 
За това си деяние д-р Крайнов е наказан от допинг комисията на БОК за две години. Правата им са възстановени на 30 март 2012 година, като Янчев и Трифонов се завръщат в игра при победата с 0 – 1 над Видима (Севлиево) като гост.